# Prasophyllum transversum
Prasophyllum transversum là một loài thực vật có hoa trong họ Lan. Loài này được Fitzg. miêu tả khoa học đầu tiên năm 1891.